# 比爾茲利 (亞利桑那州)
比爾茲利（英語：Beardsley）是位於美國亞利桑那州馬里科帕縣的一個非建制地區。該地的面積和人口皆未知。

## 地理
比爾茲利的座標為33°39′41″N 112°22′45″W / 33.66139°N 112.37917°W，而該地的平均海拔高度為385米（即1263英尺）。